# Дельта Тереку
Дельта Тереку — природний алювіальний масив площею 4000-6000 км² 

(що приблизно відповідає розміру дельти Кубані), з яких понад 500 км² зайняті іригаційними площами 
. 
Має важливе водогосподарське значення. 
Дельта Тереку починається нижче за станицю Каргалинську. 
Перепад висот у дельті сягає 56 метрів, із середнім ухилами порядку 0,0005-0,0006. 
При цьому біля краю моря є території нижче його рівня на 1,0—1,5 м. 
Решту території займають плавні, озера, тугайні ліси і солончаки.

## Гідрографія дельти
Як і середньоазійські річки, Терек несе велику кількість наносів з гір, в результаті осідання яких на рівнині річище піднімається над навколишньою місцевістю. 
У дельті наноси осідають через уповільнення течії. 
В результаті Аграханська затока Каспійського моря, що існувала тут колись, практично зникла, перетворившись на ланцюжок озер.
Першорядні рукави сучасної дельти мають назви Прорва, Середня, Таловка і Новий Терек. 
Раніше кожні 60 років річка міняла основне русло через його замулення, що спричиняло повний перерозподіл вод в інших рукавах річки. 
Наприклад, у XVII столітті основним її руслом було нині пересохле Сулу-Чубулти. 
На початку XVIII століття води річки попрямували новим річищем, відомим зараз як Старий Терек, але вже наприкінці XVIII століття практично паралельно цьому річищу утворився новий рукав, який отримав назву Новий Терек або Кордонка. 
У 1812 році в результаті сильної повені в дельті відбувся Бороздинський прорив, а в 1914 році в ході чергової повені з'явився Каргалинський прорив, річищем якого на початок ХХІ сторіччя проходить більшість стоку Тереку. 
На початок ХХІ сторіччя дельта менш динамічна ніж в минулому через проведення масових гідротехнічних робіт у радянські часи: дельту пронизують зрошувальні канали, а основні протоки часто обваловані для запобігання розливам і проривам, які все ж таки іноді відбуваються.. 

## Клімат
Дельту відрізняє досить м'який клімат. 
Рік фактично ділиться на два періоди: теплий (з березня по жовтень) і холодний (з листопада по лютий). Середньорічна температура повітря становить +12 °C. 
Найспекотніші місяці — липень і серпень з середньо-багаторічною температурою в ці місяці досягає 24 °С, абсолютні максимуми коливаються в межах від 34 до 40 ° C. 
Середньорічна кількість опадів над дельтою не перевищує 350 мм. 
Кількість опадів у теплий період становить близько 200 мм, холодний — близько 100 мм. 
Кількість днів зі сніговим покривом не перевищує 30, його висота не перевищує 5 см. 
Сильні морози рідкісні і не опускаються нижче -20 ° C 
.
У результаті крига встає рідко і не щороку, і не більше ніж на 70 днів.